# Avilly-Saint-Léonard
Avilly-Saint-Léonard – miejscowość i gmina we Francji, w regionie Hauts-de-France, w departamencie Oise.
Według danych na rok 1990 gminę zamieszkiwało 1028 osób, a gęstość zaludnienia wynosiła 86 osób/km² (wśród 2293 gmin Pikardii Avilly-Saint-Léonard plasuje się na 284. miejscu pod względem liczby ludności, natomiast pod względem powierzchni na miejscu 325.).